# Program rozvoje venkova
Program rozvoje venkova je strategický dokument platný pro programové období 2014-2020, který připravilo Ministerstvo zemědělství ve spolupráci s partnery na základě usnesení vlády České republiky ze dne 28. listopadu 2012. Účelem progamu je stanovit strategii, priority a opatření pro účinné a efektivní využívání prostředků Evropského zemědělského fondu pro rozvoj venkova v České republice. Administrací programu byl pověřen Státní zemědělský intervenční fond.  

## Cíle programu
PRV k těmto cílům přispívá prostřednictvím níže uvedených šesti následujících priorit Unie pro rozvoj venkova:
- podpora předávání poznatků a inovací v zemědělství, lesnictví a ve venkovských oblastech
- zvýšení životaschopnosti zemědělských podniků a konkurenceschopnosti všech druhů zemědělské činnosti ve všech regionech a podpora inovativních zemědělských technologií a udržitelného obhospodařování lesů
- podpora organizace potravinového řetězce, včetně zpracovávání zemědělských produktů a jejich uvádění na trh, dobrých životních podmínek zvířat a řízení rizik v zemědělství
- obnova, zachování a zlepšení ekosystémů souvisejících se zemědělstvím a lesnictvím
- podpora účinného využívání zdrojů a podpora přechodu na nízkouhlíkovou ekonomiku v odvětvích zemědělství, potravinářství a lesnictví, která je odolná vůči klimatu
- podpora sociálního začleňování, snižování chudoby a hospodářského rozvoje ve venkovských oblastech

Tyto priority ve vazbě na tři cíle Společné zemědělské politiky se soustředí na udržitelný rozvoj v sektoru zemědělství, potravinářství a lesnictví, jakož i na rozvoj venkova jako takového. Zahrnují průřezově oblast přenosu znalostí a inovací, účelného a účinného hospodaření s přírodními zdroji a opatření vůči změnám klimatu. 
Realizace Programu rozvoje venkova přispěje k naplňování cílů Společné zemědělské politiky a Strategie Evropa 2020.   

## Financování
Evropská unie na roky 2017 až 2013 vyčlenila 3,6 miliardy Euro, rozvržených do čtyř os. 
Jednotná míra příspěvku z Evropského zemědělského fondu pro rozvoj venkova činila 75%, zbylá část pocházela z národních zdrojů.  
| Národní subvenční program Společné zemědělské politiky          | Národní subvenční program Společné zemědělské politiky | Národní subvenční program Společné zemědělské politiky                                      |
| --------------------------------------------------------------- | ------------------------------------------------------ | ------------------------------------------------------------------------------------------- |
| Předchůdce: Program rozvoje venkova České republiky 2007 - 2013 | 2014–2020 Program rozvoje venkova                      | Nástupce: Strategický plán Společné zemědělské politiky České republiky na období 2023–2027 |